# Проект 2025
Проект 2025 (на английски: Project 2025) е политическа инициатива на американския консервативен мозъчен тръст The Heritage Foundation, публикувана през 2023 г. Проектът има за цел да насърчава консервативните и десните политики, които да преобразят федералното правителство на САЩ и да консолидират изпълнителната власт, след като Доналд Тръмп встъпи в длъжност като президент през 2025 г. Тръмп от своя страна отрича да има намерения да следва политиките от Проект 2025. Критиците на проекта, обаче, обръщат внимание на близките хора до Тръмп, които са участвали в създаването на проекта, подкрепата му за The Heritage Foundation и стотиците споменавания на името на Тръмп в плана.